# Nuova Igea Virtus
L'Associazione Sportiva Dilettantistica Nuova Igea Virtus è una società calcistica italiana con sede nella città di Barcellona Pozzo di Gotto, comune italiano della città metropolitana di Messina. Segue la tradizione della vecchia compagine cittadina dell'Igea Virtus 1946. Milita in Serie D, la quarta serie del campionato italiano.

## Storia

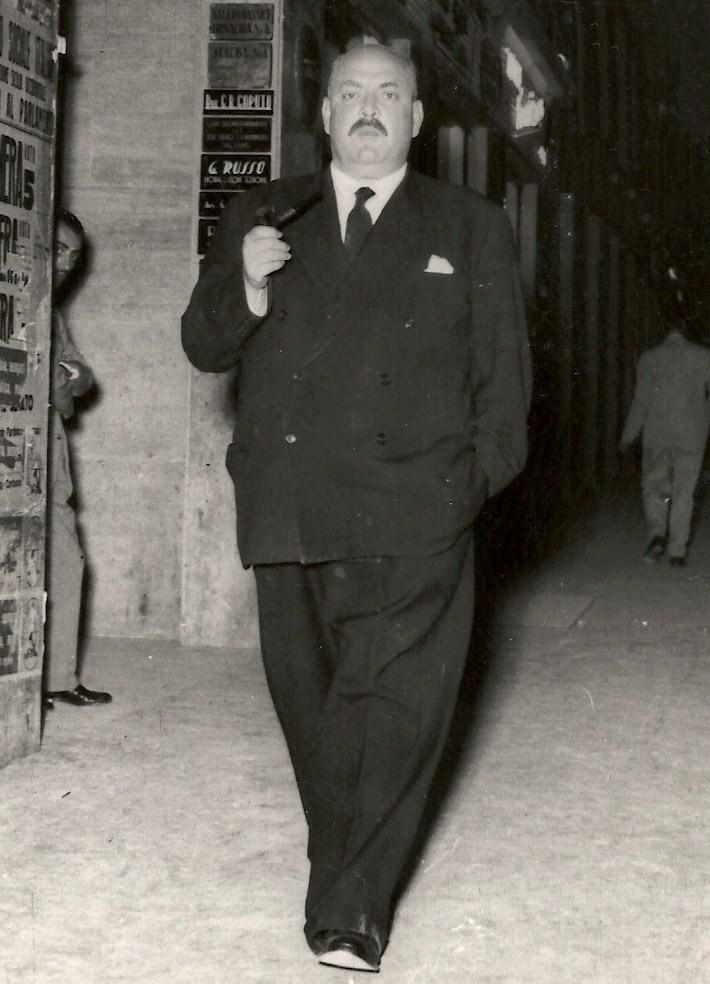
Carlo Stagno d'Alcontres, fondò nel 1946 l'Igea Virtus.

Il calcio fa la sua comparsa a Barcellona Pozzo di Gotto intorno al 1925 con la nascita dell'U.S. Barcellonese, formazione che prenderà parte a campionati minori della provincia.
Nel 1946 il Marchese Carlo Stagno Villadicani d'Alcontres fonda l'Igea Virtus. Questa società prende parte in quattro occasioni alla Serie C: arriva 3º nel 1947-48 (alle spalle di Catania e Reggina), 7º nel girone D nel 1948-49, 14º nel 1949-50 e 17º nel 1950-51.
Nel 1963 dopo la morte del Marchese si assiste al fallimento e alla scomparsa del sodalizio barcellonese.
Nel 1964 per iniziativa di un gruppo di sportivi capeggiati dal compianto Francesco Triolo, la società fu rifondata e nacque la Nuova Igea. Partita anch’ essa dalla seconda categoria, pian piano risalì la china fino alla promozione in C2, ottenuta al termine della stagione 1977-’78. Dopo tre campionati, il ritorno tra i dilettanti. Negli anni ottanta più volte la Nuova Igea sfiorò la promozione in C2, senza però riuscirci. Il 14 dicembre del 1987, all'indomani della partita Juventina-Nuova gea, la società viene colpita dal grave lutto dell'uccisione del cav. Gitto, presidente dal 1982-’83. Il torneo viene concluso con alla guida dirigenziale il nipote dell’ ex presidente, Pippo Gitto e il redivivo Moleti.
L'anno dopo torna alla presidenza Gianni Sindoni, già alla guida della compagine giallorossa negli anni della C2 (1979-1981). Nel campionato 1988-’89 l'Igea conosce l'onta della retrocessione in Promozione (attuale Eccellenza), che per fortuna dura solo un anno.
Ritornata nell'Interregionale, gli anni novanta iniziano con un ennesimo cambio di guardia alla presidenza della squadra, Pietro Arnò subentra a Sindoni che lascia definitivamente, sono anni di transizione. Nel 1993 la società opera una fusione col Barcellona, squadra minore della città, adottando in questa occasione la denominazione di IGEA VIRTUS BARCELLONA. L'Igea Virtus viene promossa in Serie C2 nel 2000 (1º nel girone I), dando il via a una decennale esperienza fra i professionisti. Il miglior piazzamento è arrivato nella stagione 2001-02: l'Igea concluse al 2º nel girone C, alle spalle del Martina, piazzamento che valse la partecipazione ai play-off, persi contro il Foggia.
Gli anni a seguire non furono all'altezza di quelli migliori. Dopo 2 stagioni con i play-off sempre sfiorati, dal 2005 al 2009 l'Igea Virtus ha dovuto lottare per salvarsi, riuscendo comunque a centrare anticipatamente l'obiettivo senza ricorrere ai play-out.

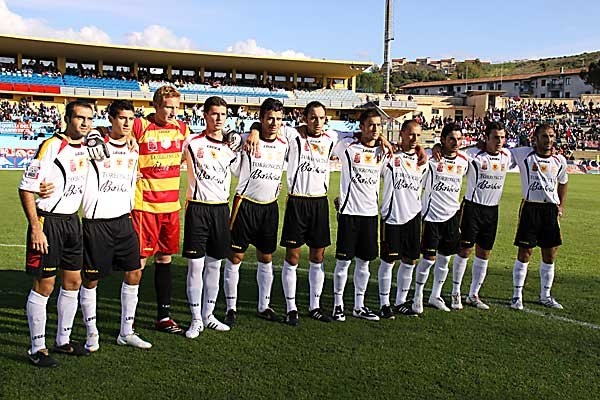
La formazione dell'Igea Virtus schierata prima del match contro il Cosenza, nel campionato di Lega Pro Seconda Divisione 2008-2009.

Nell'anno 2009-2010 si susseguono varie proprietà e presidenti dopo la decennale gestione Bonina: Criniti (per meno di una settimana in estate), Caminiti (fino al periodo di febbraio-marzo 2010) e Massimiliano Rendina (che ha accompagnato la squadra fino a qualche settimana prima della fine del campionato). Una serie di vicissitudini economiche hanno pesato sulla società che ha rischiato di non terminare il campionato: dopo tre sconfitte a tavolino per rinuncia, all'ultima giornata il comune di Barcellona Pozzo di Gotto ha pagato la trasferta alla squadra per evitare la radiazione del club e permettergli di ricominciare la successiva stagione dalla Serie D. La presidenza della squadra viene quindi affidata alla Contestabile Corporation, società "anonima" di Perugia, che comunica di non voler iscrivere la squadra al prossimo torneo di Serie D 2010-2011.
La squadra quindi fallisce e viene rifondata con il nome di A.S.D. Igea Virtus Barcellona e ricomincia dal Campionato di Prima Categoria della Sicilia (girone D) nella stagione 2011-12. Nella stessa stagione, sotto la presidenza di Nino Grasso, l'Igea Virtus si classifica prima e vince anche la Coppa Sicilia, approdando nel Campionato di Promozione.
Nella stagione 2012-13 l'Igea Virtus si classifica prima anche nel campionato di Promozione, battendo in casa all'ultima giornata il Rocca di Caprileone, antagonista nella lotta alla promozione, per 1-0, con un gol al 97º minuto.
Nell'estate del 2013 la società si unisce all'altra compagine cittadina militante anch'essa nel campionato di Eccellenza, la Nuova Igea, sotto il nome di Igea Virtus Barcellona.
Il sodalizio giallorosso vince il campionato di Eccellenza Sicilia 2015-2016 e viene così promosso in Serie D. Qui vi resta per tre stagioni: le prime due disputate saldamente ai vertici della classifica arrivando in entrambe le stagioni ai playoff, riuscendo anche a vincerli, non venendo tuttavia ripescata in Serie C, nella stagione 2017-2018. La terza stagione nella massima serie dilettantistica vede un cambio alla Presidenza della società e non va altrettanto bene e, dopo un campionato costantemente in fondo alla classifica e un gestione scellerata il 14 aprile 2019 con la sconfitta contro il Locri l'Igea Virtus retrocede in Eccellenza.
Il 2 luglio 2019 il Milazzo acquisisce il titolo sportivo del club ponendo fine alla storia della società di Barcellona Pozzo di Gotto. Tuttavia il Terme Vigliatore, società del patron Stefano Barresi (barcellonese e storico tifoso Igeano) appena retrocessa in Promozione, cambia ragione sociale in ASD Igea 1946, proseguendo de facto la tradizione sportiva della società barcellonese e puntando al ripescaggio in Eccellenza.
La società partecipa al campionato di promozione, interrotto a causa della pandemia, mentre è saldamente in testa e alla fine del campionato viene promossa, partecipando nella stagione 2020/21 al campionato di eccellenza regionale classificandosi terza, come terza si classificherà nella stagione successiva.
Nella stagione 2022-23 la società cambia ancora denominazione in A.S.D. Nuova Igea Virtus, unificando così nel nome la storia e la tradizione calcistica degli anni migliori, e continua a partecipare al campionato di Eccellenza regionale.
Il 16 Aprile 2023 davanti ad un D’alcontres gremito come non si vedeva da tempo, la Nuova Igea Virtus batte il Modica conquistando la serie D dopo 4 anni

## Colori e simboli
I colori sociali della Nuova Igea Virtus sono il giallo e il rosso.
L'aquila con le ali spiegate è il simbolo storico della squadra.

## Strutture

### Stadio
Le partite casalinghe e gli allenamenti della squadra giallorossa si svolgono all'interno dello Stadio Carlo Stagno d'Alcontres, struttura inaugurata nel 1970 è dedicata a Carlo Stagno D'Alcontres, marchese e dirigente sportivo, fondatore dell'Igea Virtus nel 1946 e a un altro storico dirigente e barcellonese doc Nino Barone. La capienza dello stadio possiede circa 8.000 posti, intorno al campo da gioco vi sono 6 corsie di atletica leggera e la struttura possiede 3 palestre riservate all'utilizzo esclusivo della squadra.

## Società

### Organigramma societario
Di seguito viene riportato l'organigramma societario reso noto dal sito ufficiale
- Massimo Italiano - Presidente
- Giuseppe di Bartola - Vicepresidente
- Sara Torre - Vicepresidente
- Luigi panarelli - Allenatore
- Marco Ravidà - Collaboratore tecnico
- Vincenzo Pirelli - Preparatore dei portieri
- Francesco Francia - Accompagnatore
- Giuseppe Scuderi - Team Manager
- Giuseppe Puliafito - Addetto Stampa
- Giuseppe Ferrara - Massaggiatore
- Nello Cassata - Club Manager

## Allenatori e presidenti
- 1946-1947  ...
- 1947-1949  Oronzo Pugliese
- 1949-1950  ...
- 1950-1951  Carmelo Di Bella
- 1951-1960  ...
- 1960-1961  Giuseppe Salerno
- 1961-1978  ...
- 1978-1979  Antonio Colomban
- 1979-1980  Dante Fortini
- 1980-1981  Giuseppe Grassotti

 Tiberio Manzini
- 1981-1987  ...
- 1987-1989  Guido De Maria[13]
- 1989-1998  ...
- 1998-2001  Gaetano Auteri
- 2001-2002  Ezio Castellucci[14]
- 2002-2003  Rosario Foti
- 2003-2004  Alberto Bollini[15]
- 2004-2005  Andrea Pensabene[16]
- 2005-2006  Loreno Cassia (1ª-5ª)[17]

 Alfonso Ammirata (6ª-34ª)
- 2006-2007  Alfonso Ammirata (1ª-6ª)[18]

 Salvatore Bianchetti (7ª-21ª)
 Alfonso Ammirata (22ª-34ª)
- 2007-2009  Ezio Castellucci
- 2009-2010  Guglielmo Bacci (1ª-5ª)[19]

 Mauro Zampollini (6ª-23ª)
 Sergio Campolo (24ª-34ª)
- 2010-2011 carica vacante
- 2011-2013  Pasquale Ferrara[22]
- 2013-2014  Pasquale Ferrara (1ª-19ª)[23]

 Giuseppe Perdicucci (20ª-30ª)
- 2014-2015  Carmelo La Spada (1ª-16ª)[25]

 Giuseppe Raffaele (17ª-30ª)
- 2015-2017  Giuseppe Raffaele[27]
- 2017-2019  Carmelo Mancuso
- 2019-2020  Domenico Moschella
- 2020-2022  Giuseppe Alizzi
- 2022-2023/2024 fino alla 7 giornata Pasquale Ferrara
- 2023/2024 dall 8 giornata  Francesco di Gaetano

- 1946-?  Carlo Stagno Villadicani d'Alcontres
- ?-1964  ..

1967-68 Olmes Neri
- 1964-?  Leopoldo Moleti
- ?-1979  ...
- 1979-1981  Giovanni Sindoni
- 1981-?  ...
- ?-2001  Pietro Arnò
- 2001-2009  Immacolato Bonina[28]
- 2009  Giuseppe Criniti (lug.-giu.)[29]
- 2009-2010  Pietro Caminiti (giu.-gen.)[30]
 Max Rendina (gen.-feb.)
- 2010-2011 carica vacante
- 2011-2017  Antonino Grasso
- 2019-2022  Stefano Barresi
- 2022-2023  Bartolo Costantino
- 2023-  Massimo Italiano

## Calciatori

### Capitani
Nella storia dell’Igea Virtus il calciatore con più presenze è stato Alizzi Giuseppe dalla stagione 1996/1997, debutto in prima squadra, fino alle stagione 2009/2010 totalizzando 335 presenze (escluso Coppa Italia e settore giovanile). Fa il suo debutto nella stagione 96/97, nella quale l’Igea Virtus ottiene una salvezza all’ultima giornata nel campionato Interregionale. Nel 97/98 gioca titolare le prime 16 partire del Campionato serie D per poi passare nella primavera del Cagliari da Gennaio 98 fino a Giugno dello stesso anno. Nel 98/99 ritorna all’Igea Virtus dove totalizza 30 presenze nel campionato di serie D con la squadra che arriva 2º alle spalle del Sant’Anastasia. Nella stagione successiva 99/00 rimane all’Igea Virtus con la quale vince il campionato di serie D totalizzando 25 presenze. Nel 2000/2001 debutta nei professionisti totalizzando 19 presenze con la squadra che si classifica 6º nella serie C2. Nell’Igea Virtus nella stagione 2001/2002 totalizza 31 presenza e la squadra si piazza al 2º posto alle spalle del Martina Franca, e perdendo i playoff col Foggia. Nel 2004-2005 diventa il Capitano della squadra fino al 2009/2010 dove, dopo il cambio societario con l’uscita del Presidente Immacolato Bonina, e dopo 5 presenze si trasferisce all’Acr Messina. 
- ... (1946-2013)
- Marco Ravidà (2013-2016)

### Contributo alle nazionali
L'unico calciatore ad aver giocato con la propria Nazionale durante il periodo di militanza nell'Igea Virtus fu il maltese Andrei Agius, che dal 2007 al 2009 prese parte a 2 amichevoli e 4 partite valevoli per le qualificazioni ai Mondiali 2010.

## Palmarès

### Competizioni interregionali
- Serie D: 1

1999-2000 (girone I)

### Competizioni regionali
- Eccellenza: 2

2015-2016 (girone B), 2022-2023 (girone B)
- Promozione: 5

1951-1952 (girone O), 1971-1972 (girone B), 1989-1990 (girone B), 2012-2013 (girone B) 2019-2020 (girone B)
- Prima Categoria: 1

2011-2012 (girone D)
- Seconda Categoria: 1

1965-1966
- Terza Categoria: 1

1964-1965
- Coppa Italia Dilettanti Sicilia: 1

2022-2023
- Coppa Sicilia: 1

2011-2012
- Coppa Trinacria: 1

1965-1966

### Competizioni giovanili
- Coppa Giovanissimi Professionisti: 1

2006-2007

### Altri piazzamenti
- Serie C2:

secondo posto: 2001-2002 (girone C)
- Serie C:

terzo posto: 1947-1948 (girone T)
- Serie D:

secondo posto: 1974-1975 (girone I), 1977-1978 (girone I)
- Campionato Interregionale:

secondo posto: 1986-1987 (girone M)
terzo posto: 1985-1986 (girone M)
- Campionato Dilettanti:

secondo posto: 1958-1959
- Eccellenza:

terzo posto: 2014-2015 (girone B)
- Promozione:

secondo posto: 1970-1971 (girone B)
- Prima Categoria:

secondo posto: 1969-1970 (girone A)

## Statistiche e record

### Partecipazioni ai campionati nazionali
| Livello | Categoria                       | Partecipazioni | Debutto   | Ultima stagione | Totale |
| ------- | ------------------------------- | -------------- | --------- | --------------- | ------ |
| 3º      | Serie C                         | 4              | 1947-1948 | 1950-1951       | 4      |
| 4º      | Promozione                      | 1              | 1951-1952 | 1951-1952       | 32     |
| 4º      | IV Serie                        | 1              | 1952-1953 | 1952-1953       | 32     |
| 4º      | Serie D                         | 14             | 1959-1960 | 2025-2026       | 32     |
| 4º      | Serie C2                        | 11             | 1978-1979 | 2007-2008       | 32     |
| 4º      | Lega Pro Seconda Divisione      | 2              | 2008-2009 | 2009-2010       | 32     |
| 5º      | Campionato Interregionale       | 10             | 1981-1982 | 1991-1992       | 18     |
| 5º      | Campionato Nazionale Dilettanti | 7              | 1992-1993 | 1998-1999       | 18     |
| 5º      | Serie D                         | 1              | 1999-2000 | 1999-2000       | 18     |

L'Igea Virtus ha disputato 51 stagioni nelle leghe interregionali della FIGC. Nelle stagioni 1963-1964 e 2010-2011 la società è rimasta inattiva per fallimento. Nelle altre stagioni ha disputato i campionati dilettantistici del Comitato Regionale Sicilia.